# Hymenophyllum fimbriatum
Espèce
Hymenophyllum fimbriatum est une fougère de la famille des Hyménophyllacées.
Nom vietnamien : Ráng màng chẻ tua

## Description
Cette espèce a les caractéristiques suivantes :
- son rhizome est long et filiforme, glabre ;
- les limbe des frondes, de cinq à six centimètres de long et de trois centimètres de large, comportent un limbe divisé deux à trois fois, ovale subaccuminé, aux segments simples ou dichotomes ;
- le pétiole est ailé, le limbe est glabre ;
- Les sores, solitaires, sont portés par l'extrémité d'un segment, dans la partie médiane ou terminale du limbe ;
- l'indusie a deux lèvres englobant complètement les sporanges pour former une sorte de boule (caractéristique du sous-genre) , chaque lèvre est denticulée à sa partie supérieure.

## Distribution et habitat
Cette espèce est présente en zone tropicale d'Asie : Philippines, Asie du Sud-Est (Chine, Vietnam).
Cette espèce est plutôt épiphyte des troncs d'arbre.

## Position taxinomique
Hymenophyllum fimbriatum appartient au sous-genre Globosa.
Cette espèce est simplement nommée, sans description, par John Smith en 1841 à partir d'un exemplaire récolté à Luzon par Hugh Cuming lors de son dernier voyage. En 1856, William Jackson Hooker en assure la description (en référence).
En 1861, Roelof Benjamin van den Bosch en produit une description plus complète à partir d'un exemplaire de Java.
En 1868, John Gilbert Baker en fait un synonyme de Hymenophyllum javanicum Spreng..
En 1877, Mark Walrod Harrington publie sous le nom de Hymenophyllum fraternum un exemplaire collecté sur les montagnes de Panay aux Philippines, créant ainsi un homonyme illégal de Hymenophyllum fraternum C.Presl. En 1935, Edwin Bingham Copeland établit la synonymie avec Hymenophyllum fimbriatum.
Carl Frederik Albert Christensen en 1906 comme Cornelis Rugier Willem Karel van Alderwerelt van Rosenburgh en 1908 la considèrent comme un synonyme de Hymenophyllum australe,. Par ailleurs, Carl Frederik Albert Christensen relève l'homonymie de Hymenophyllum fraternum Harr. avec Hymenophyllum fraternum C.Presl et la rebaptise du nom de son collecteur : Hymenophyllum steerei C.Chr..
En 1938, Edwin Bingham Copeland la transfère dans le genre Mecodium : Mecodium fimbriatum (J.Sm.) Copel..
En 1968, Conrad Vernon Morton la replace dans le genre Hymenophyllum, sous-genre Mecodium, section Mecodium, sous-section Mecodium.
En 2006, Atsushi Ebihara, Jean-Yves Dubuisson, Kunio Iwatsuki, Sabine Hennequin et Motomi Ito prennent Hymenophyllum fimbriatum comme espèce représentative du genre Hymenophyllum, sous-genre Globosa.
Elle compte donc trois synonymes :
- Hymenophyllum fraternum Harr.
- Hymenophyllum steerei C.Chr.
- Mecodium fimbriatum (J.Sm.) Copel.